# James Mascall Morrison Crombie
James Mascall Morrison Crombie (ur. w 1831 w Aberdeen, zm. 12 maja 1906 w Ewhurst) – szkocki duchowny i lichenolog.

## Życiorys
Crombie uczęszczał do Marischal College, a potem studiował na Uniwersytecie Edynburskim. W 1862 roku został wyświęcony na pastora Kościoła Szkockiego. Interesował się botaniką i w 1869 r. został członkiem Towarzystwa Linneuszowskiego. W 1879 roku Crombie został zatrudniony jako wykładowca botaniki w St. Mary's Hospital Medical School. W 1891 roku Crombie opuścił St Mary's i przeniósł się do Londynu, gdzie pełnił różne funkcje, m.in. urzędnika synodu w Anglii. Przeszedł na emeryturę w 1903 roku i zmarł w Ewhurst w wieku 75 lat.

## Praca naukowa
Jego pierwszą publikacją był mały tom poświęcony historii naturalnej Braemar (1861). Od 1870 r. zaczął publikować prace o porostach. Zdecydował się na okazy przywiezione przez podróżników i zagłębił się w badanie zbiorów porostów Michaela Dillena i Williama Witheringa. Liczne okazy tych zbiorów znajdowały się w zielniku Kew Gardens. J.M.M. Crombie wraz ze swoim przyjacielem W.G. Smithem odrzucali teorię, że porosty są organizmami symbiotycznymi, składającymi się z glonów i grzybów.
W naukowych nazwach utworzonych przez niego taksonów dodawany jest skrót jego nazwiska Cromb. Crombie został pośmiertnie umieszczony w Encyklopedii Britannica z 1911 roku. Artykuły przypisywane temu autorowi oznaczone są inicjałami „J. M. C.".